# Grytviken
Grytviken è un piccolo insediamento nell'isola della Georgia del Sud, ed è la capitale del territorio d'oltremare britannico della Georgia del Sud e Isole Sandwich Australi.

## Storia
Il nome venne dato dall'archeologo e geologo svedese Johan Gunnar Andersson che nel corso della Spedizione Nordenskjöld-Larsen scoprì nella baia alcuni paioli utilizzati per ricavare l'olio di balena, in svedese Grytviken significa appunto "baia dei paioli".
Il villaggio di Grytviken fu fondato il 16 novembre 1904 dal capitano norvegese e baleniere Carl Anton Larsen della Compañía Argentina de Pesca, ed è un ex centro per la pesca, la raccolta e la lavorazione delle balene. 
Sono presenti, oltre agli stabilimenti utilizzati in passato per la lavorazione delle balene, un piccolo museo sui cetacei ed una cappella luterana norvegese, interamente ristrutturata.
La località è sita a poca distanza da King Edward Point, dove ha una sede una base scientifica, abitata stabilmente da una decina di ricercatori. 
Grytviken viene associato al nome dell'esploratore antartico Ernest Shackleton, che vi trovò la morte il 5 gennaio 1922, mentre era in procinto di salpare per l'Antartide nel corso della spedizione Quest. Shackleton è sepolto, per volontà della famiglia, nel locale cimitero di pescatori, esattamente accanto al suo braccio destro, l'esploratore Frank Wild.

## Galleria d'immagini

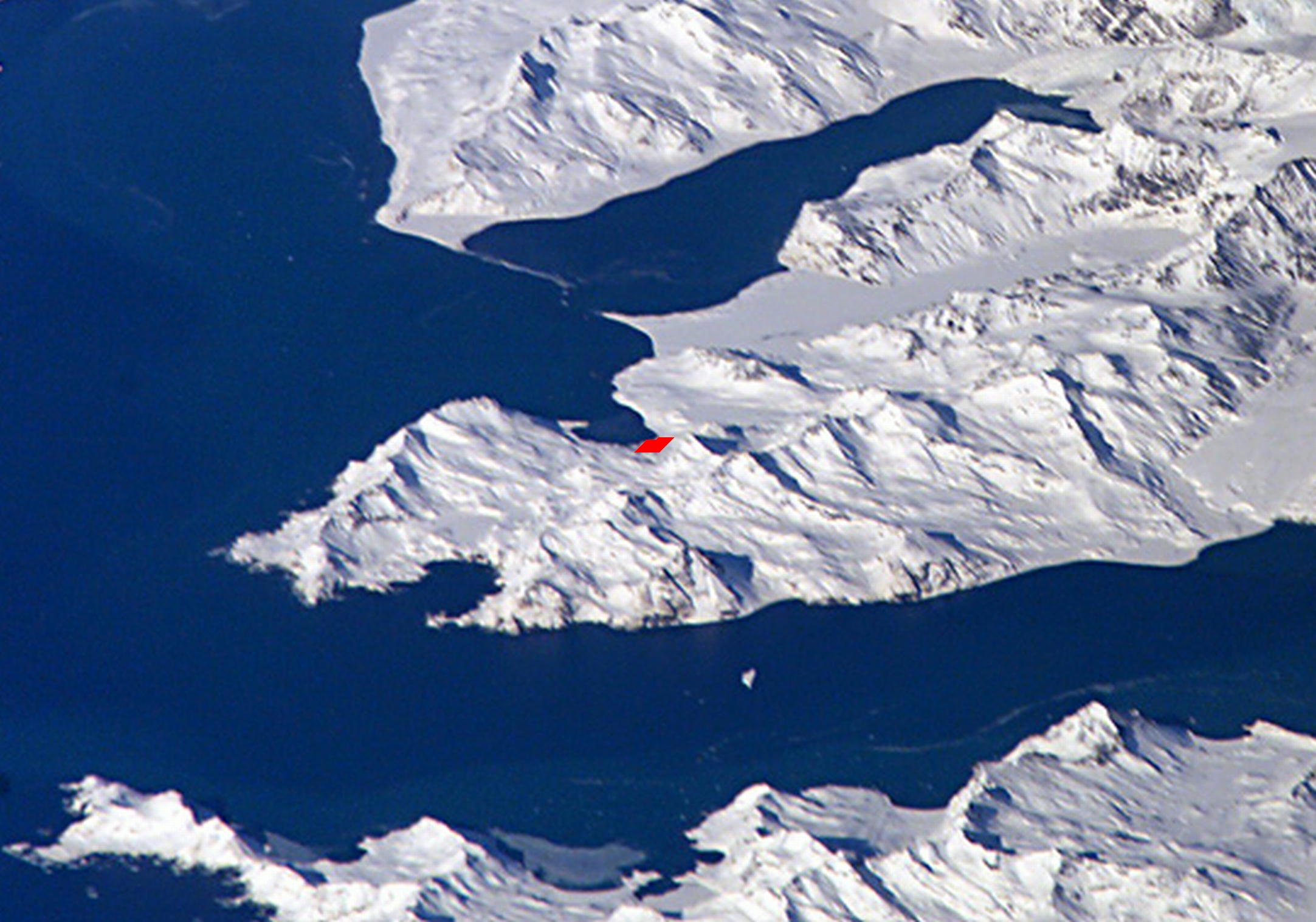
Posizione di Grytviken
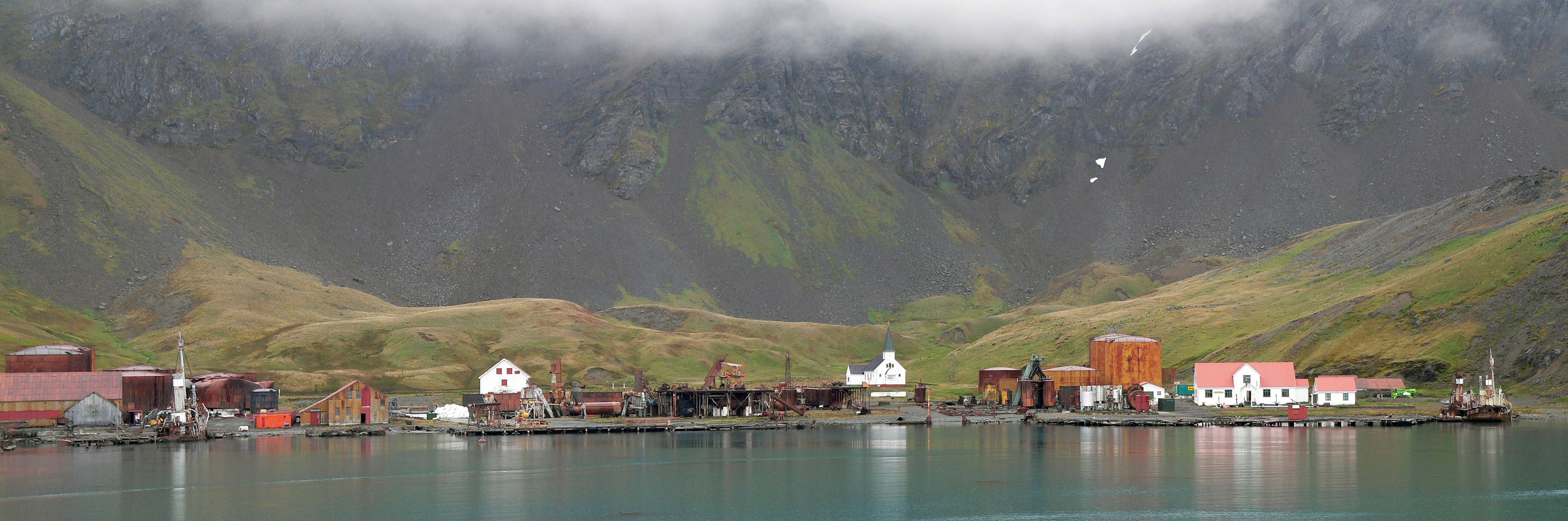
Panorama del villaggio
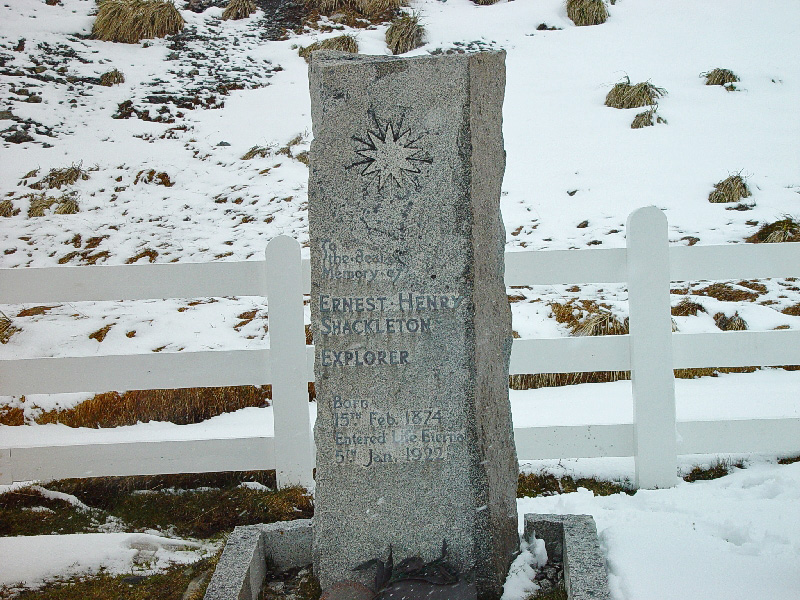
La tomba di Shackleton
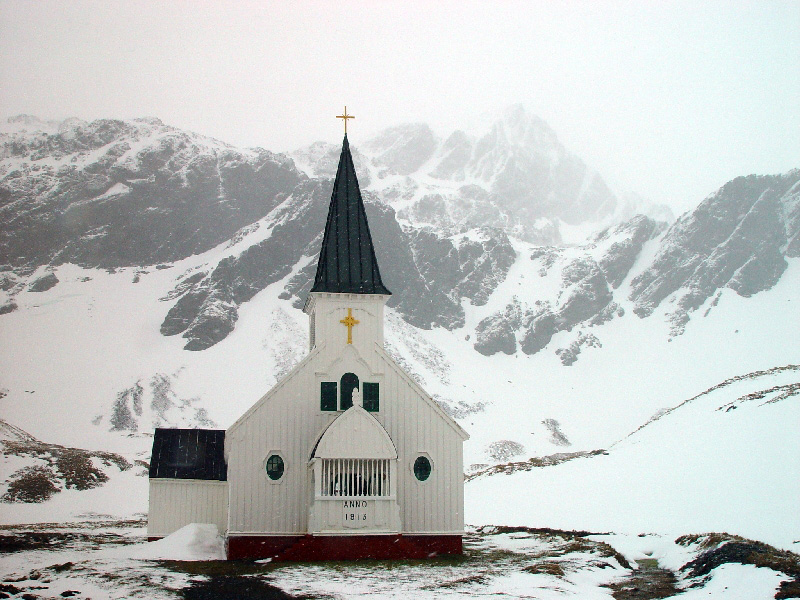
Chiesa luterana norvegese di Grytviken
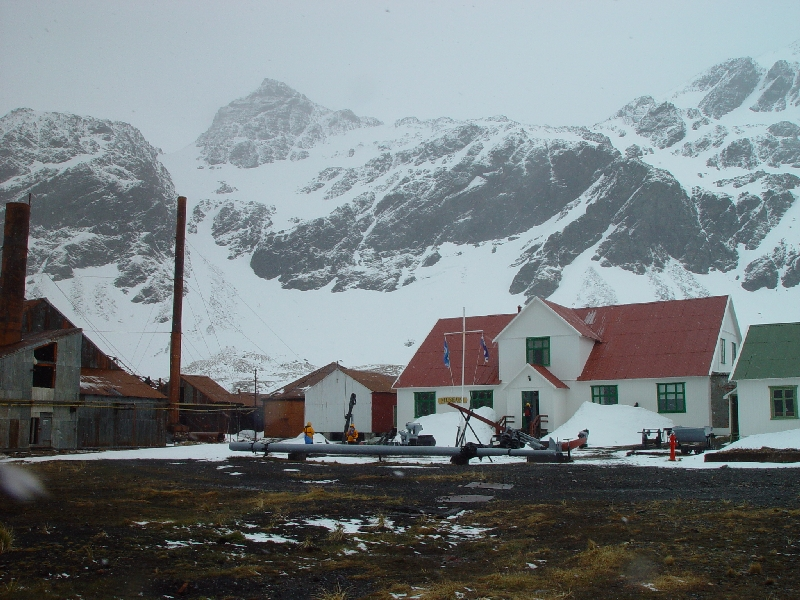
Museo della Georgia del Sud
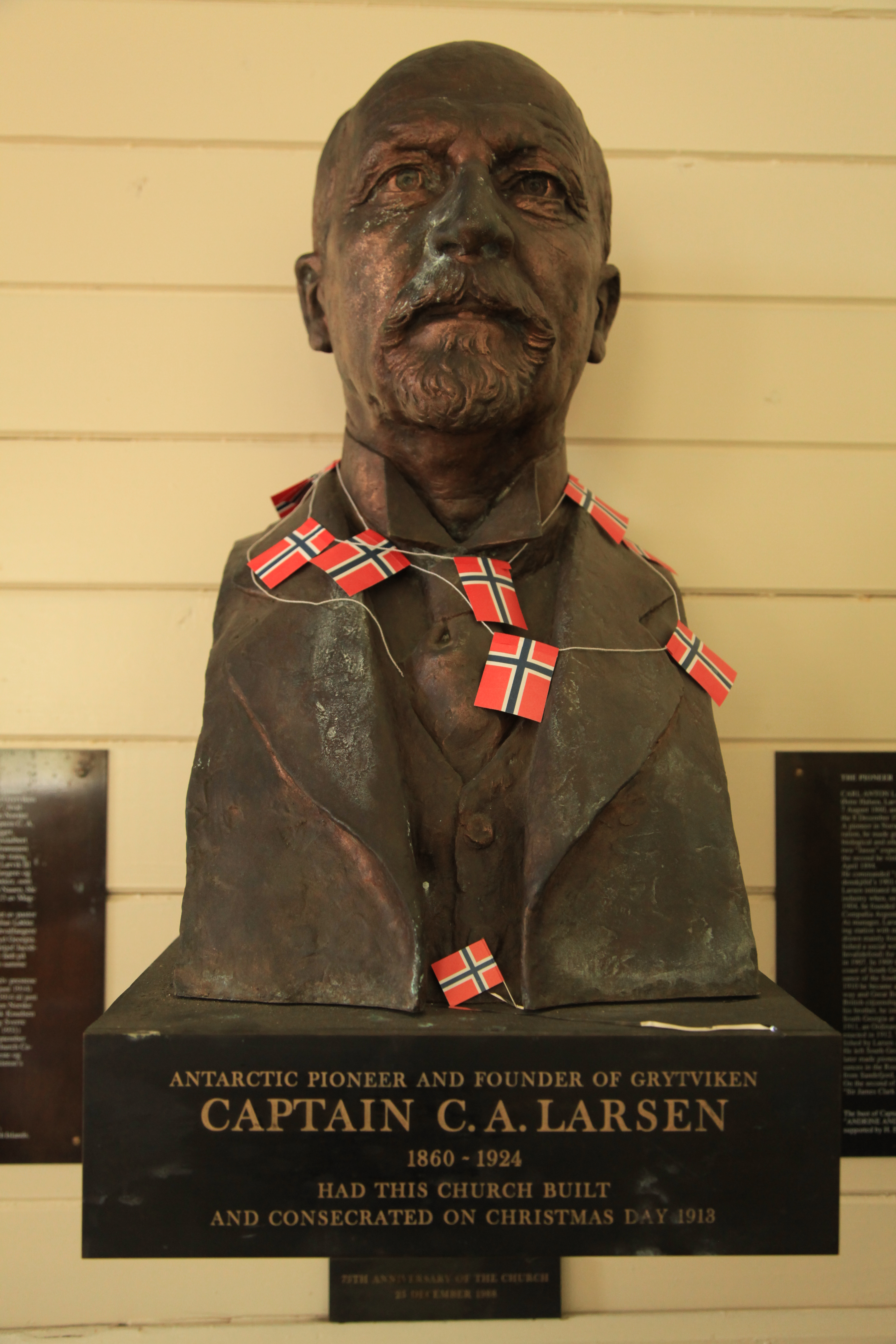
Busto di Carl Anton Larsen
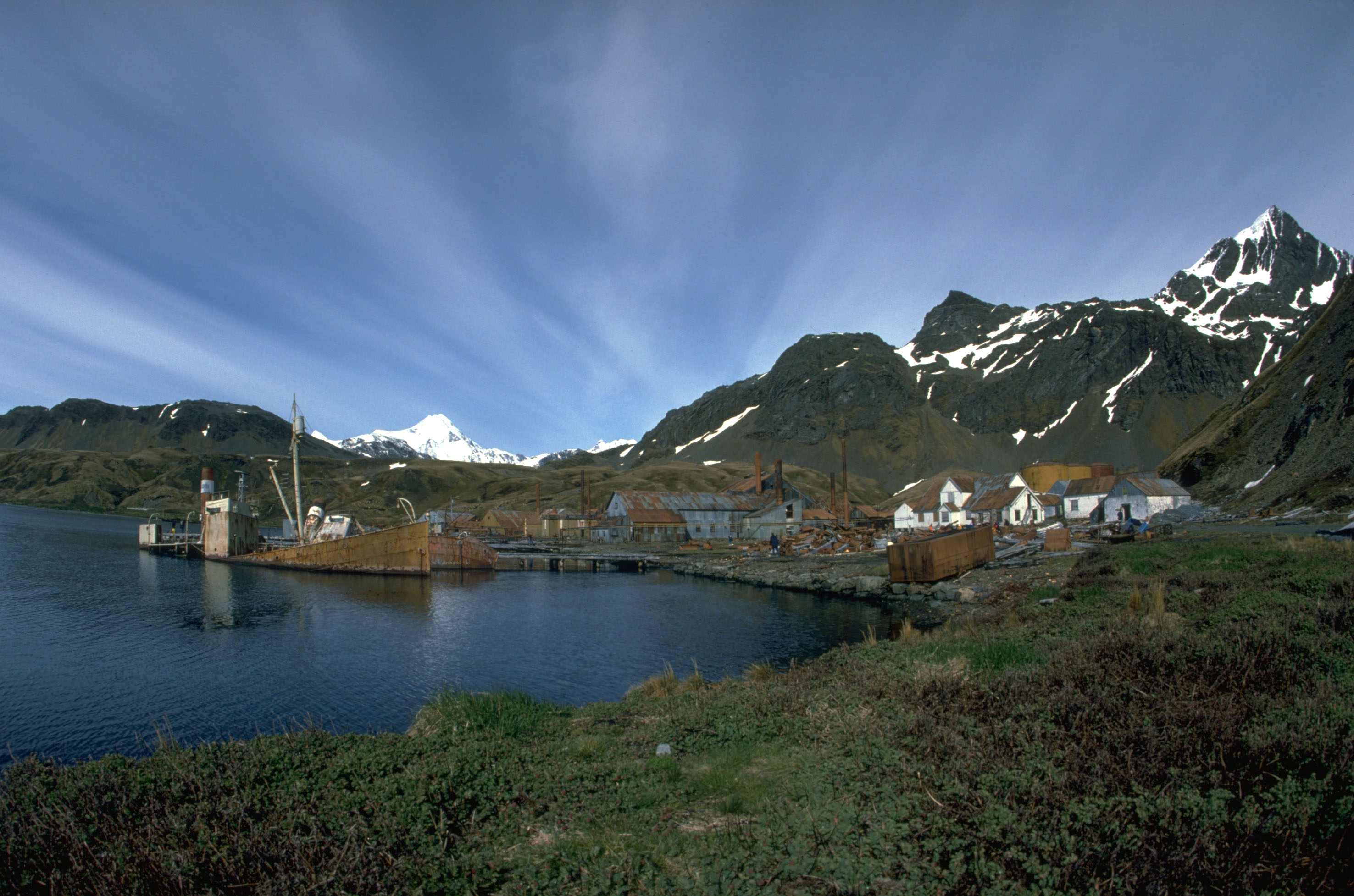
Stabilimento baleniero (1989)
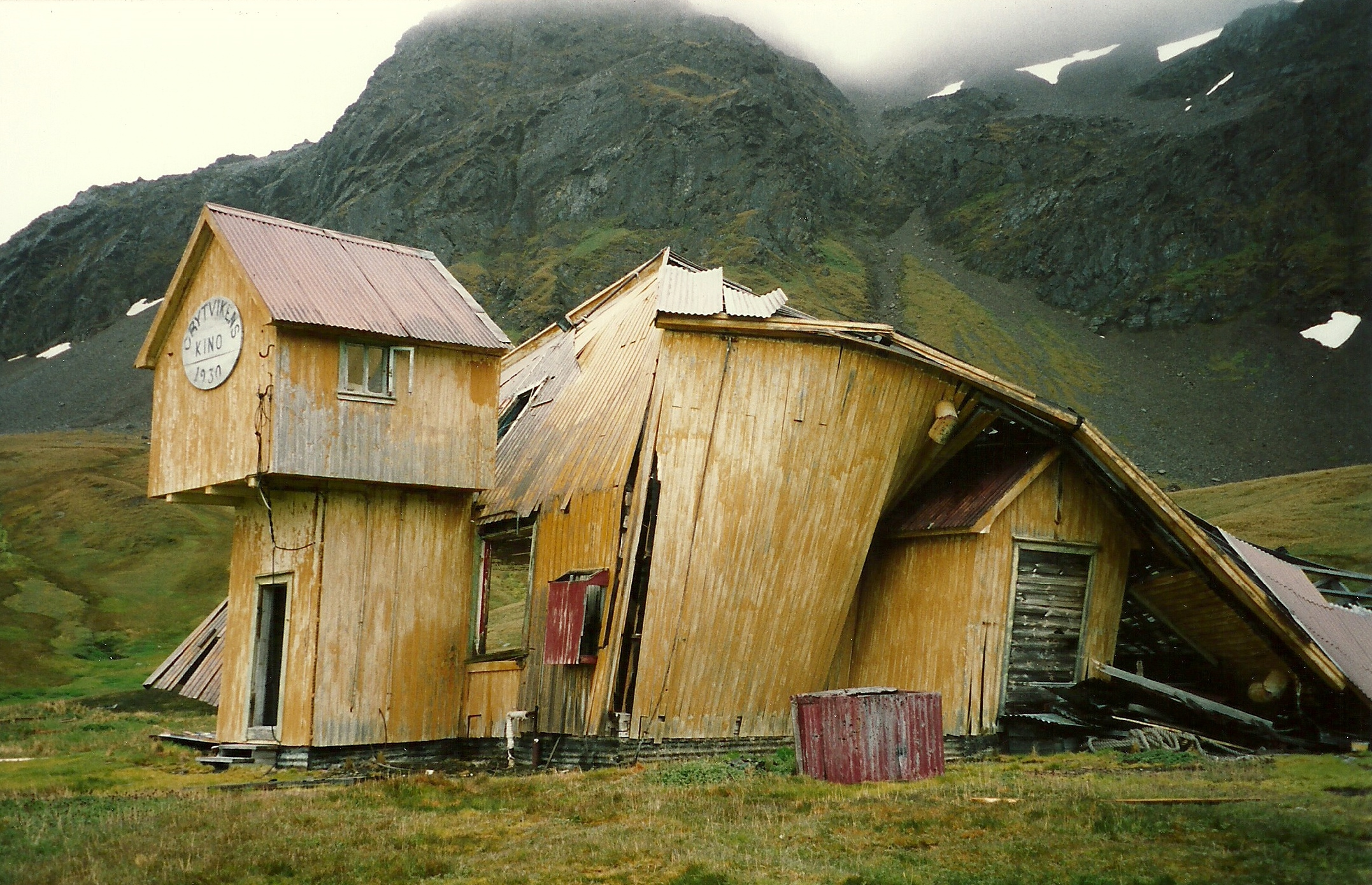
Vecchio cinema di Grytviken
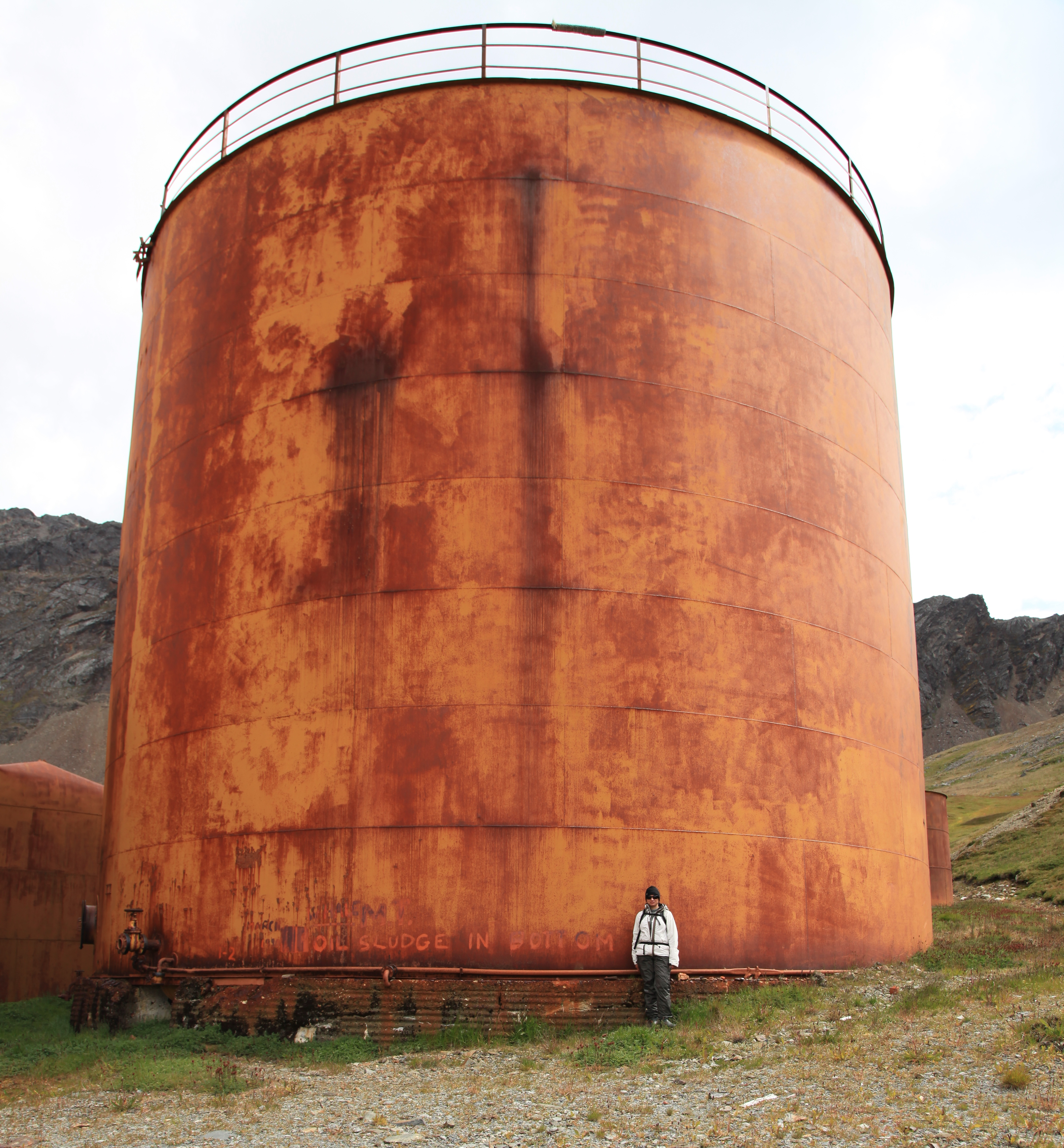
Serbatoio di spermaceti
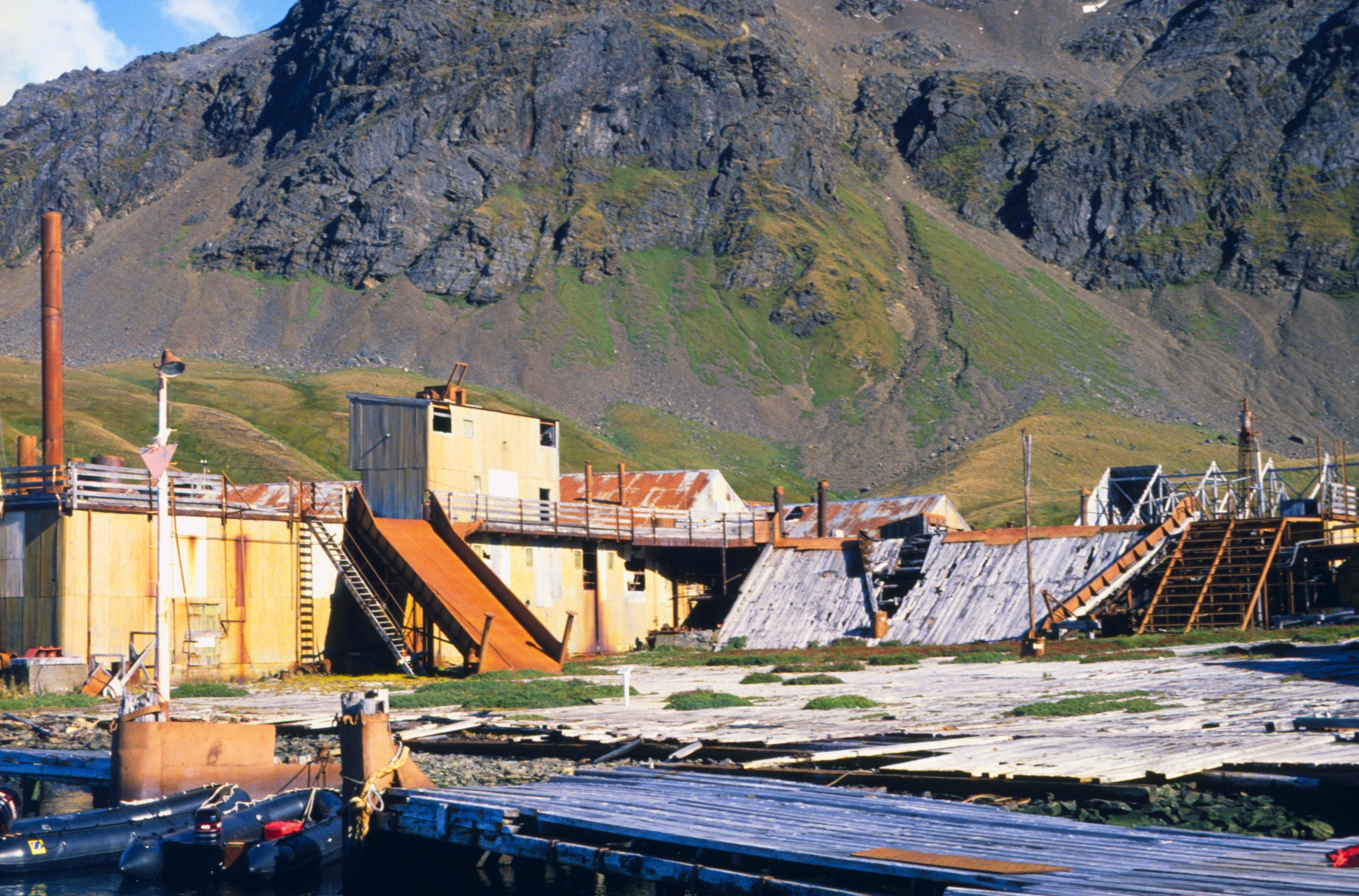
Strutture abbandonate
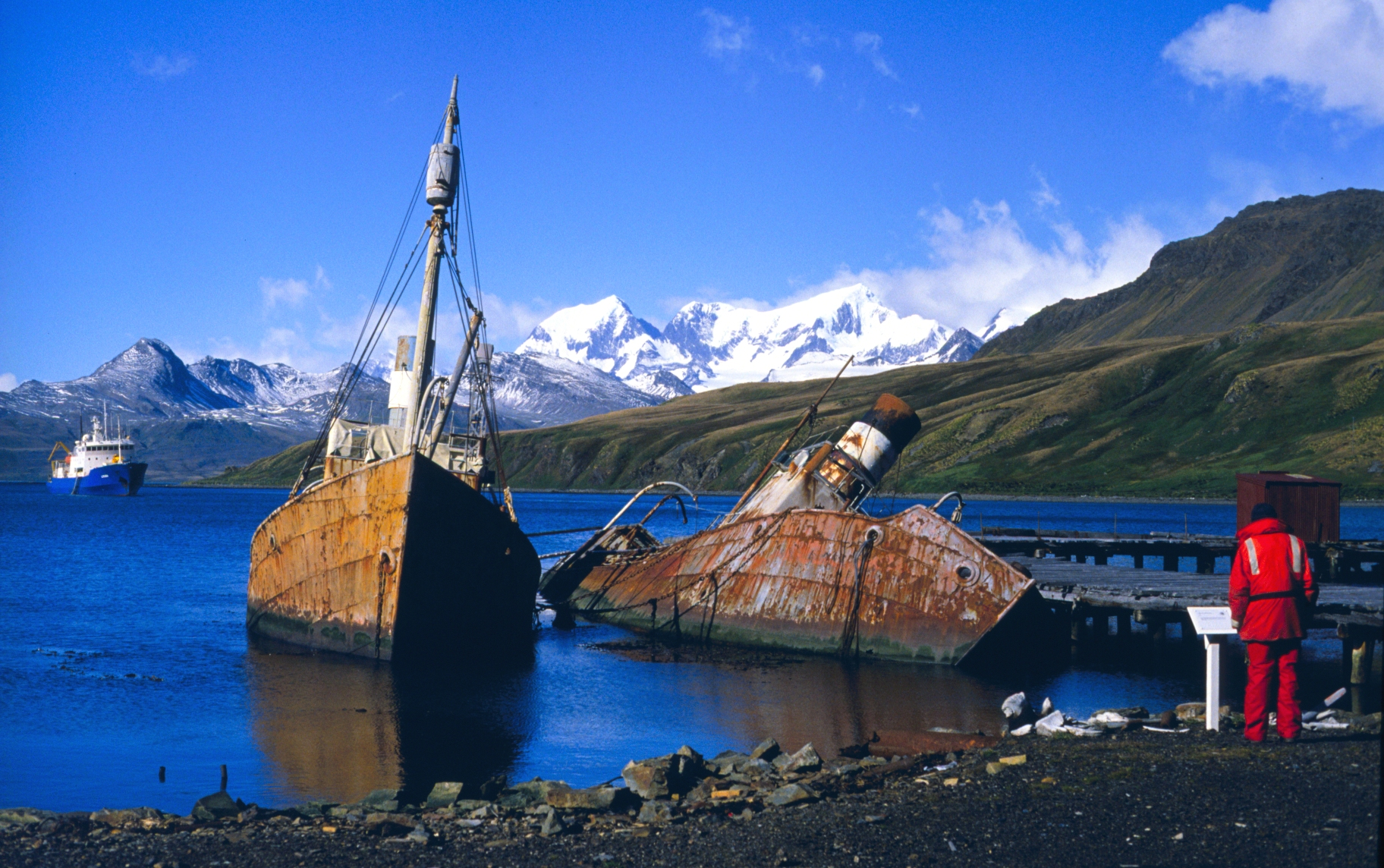
Le baleniere "Días" e "Albatros" semi affondate nel molo di Gritviken